# Laser panjutinii
Laser panjutinii — вид квіткових рослин з родини окружкових (Apiaceae). Ареал охоплює такі країни: Грузія.

## Середовище
Цей вид росте на вапняних скелях та кам'янистих місцях, а також на луках, у субальпійському поясі, між 2000–2600 метрів над рівнем моря. Основною загрозою є втрата/деградація середовища існування, спричинена надмірним випасом худоби. Жодних заходів щодо збереження не вжито.